# SK Artis Brno
SK Artis Brno (celým názvem: Sportovní klub Artis Brno a do května 2025 SK Líšeň) je český profesionální fotbalový klub sídlící v Brně. Původní sídlo má ve čtvrti Líšeň a mistrovské zápasy hraje od sezóny 2025/2026 v ShipEx Aréně na Srbské ulici ve čtvrti Královo Pole. A-tým klubu nastupuje od roku 2019 ve druhé lize, což je historicky největší úspěch líšeňského fotbalu. Klubové barvy jsou bílá, modrá a červená.
Klub vznikl v roce 1924 v Líšni, tehdy samostatném městysi, od roku 1944 součásti Brna. Své domácí zápasy sehrával na stadionu v Kučerově ulici s kapacitou 2 000 diváků. Od roku 1990 dlouhodobě působil pod názvem SK Líšeň. Poprvé na sebe více upozornil v říjnu 2007 vyřazením Slavie Praha z Poháru ČMFS po výhře 4:3. Slavia v té době vedla nejvyšší českou soutěž, měla po vítězném derby se Spartou a byla účastníkem Ligy mistrů UEFA 2007/08, kdežto Líšeň hrála v divizi (4. liga).
Roku 2019 klub vyhrál MSFL a postoupil do druhé ligy. V této souvislosti byla založena akciová společnost SK Líšeň 2019, aby se A-mužstvo mohlo profesionalizovat. V sezóně 2020/21 byl tým v polovině soutěže na prvním místě, nakonec skončil druhý. V průběhu sezóny 2023/24 se klub pohyboval ve vyrovnaném středu tabulky, kde se přeskakoval s brněnským rivalem Zbrojovkou, nakonec se oba týmy umístily hned za sebou se shodným počtem bodů.
Koncem roku 2024 se novým vlastníkem klubu stal Igor Fait a jako hlavní trenér přišel Pavel Vrba. Ve funkci však Vrba vydržel pouze necelé dva měsíce a stihl odtrénovat jen pět přátelských zápasů, skončil ještě před začátkem jarní části soutěže. Na jeho post se vrátil Milan Valachovič, který byl ale po nepřesvědčivých výkonech mužstva v dubnu 2025 odvolán také a na jeho místo nastoupil Jiří Chytrý, jehož bratr Vlastimil je v klubu sportovním ředitelem.
Dne 20. května 2025 došlo k oznámení změn pro nadcházející sezónu 2025/26 – radikálnímu rebrandingu týmu na SK Artis Brno a také přesunu domácích zápasů A-týmu z Líšně do Králova Pole na městský stadion Srbská (nově ShipEx Aréna), kde hraje domácí zápasy i konkurenční FC Zbrojovka Brno.

## Historie

Logo týmu do května 2025

Klub byl oficiálně založen roku 1924, pod názvem SK Československý socialista Líšeň. Jeho předvojem bylo již před válkou sdružení několika mladých líšeňských dělníků a studentů, kteří chtěli, aby se v jejich obci rozvíjel sport. Hrálo se zpravidla o prázdninách.
Roku 1936 byl název zkrácen na SK Líšeň, po válce se krátce jmenoval „Zbrojovka“, většinu komunistického období nesl klub jméno Spartak. Roku 1990 se vrátil k jednoduchému meziválečnému názvu Sportovní klub Líšeň.
Klub hrál většinou různé krajské přebory, během 60. a 70. let se postupně propadl do šesté úrovně (I. A třída Jihomoravského kraje). V 90. letech hrál dokonce až I. B třídu (sedmá liga). Jeho cesta vzhůru započala roku 2002, kdy tuto soutěž vyhrál a během dalších 4 let postoupil o tři úrovně do divize, kde setrval 4 sezóny a roku 2009 z 2. místa postoupil do MSFL (3. liga). Odsud však po třech letech opět spadl do divize.

### Vzestup ze 4. do 2. ligy
Návrat do MSFL Líšni hned v sezóně 2012/13 těsně unikl, ovšem následujícího roku dokázala postoupit ze 4. místa, když několik jiných klubů postup do vyšší soutěže odmítlo (podrobněji zde). I přes tyto šťastné okolnosti postupu se klubu tentokrát ve třetí lize dařilo o poznání lépe a v ročníku 2018/19 Líšeň moravskoslezskou soutěž vyhrála, čímž si zajistila historický postup do druhé ligy (FNL). Trenér Miloslav Machálek, který se o to významně zasloužil, však zároveň ze služeb Líšně odešel a na jeho postu ho nahradil Milan Valachovič.
V souvislosti s postupem do profesionální soutěže založil jednatel klubu Karel Hladiš akciovou společnost SK Líšeň 2019, vlastněnou dosavadním spolkem SK Líšeň. Ve druhé nejvyšší soutěži se klub velmi dobře ujal a v ročníku 2020/21 dosáhl 2. místa. I v dalších letech se umisťoval v horní třetině tabulky.

### Rivalita se Zbrojovkou
Hned ve svém premiérovém druholigovém ročníku 2019/20 se Líšeň shodou okolností setkala s tradiční brněnskou fotbalovou jedničkou FC Zbrojovka, která sem právě spadla z první ligy – soutěž tak nabídla „brněnská derby“ (obě utkání vyhrála Zbrojovka, 2:0 a 1:2).
Jelikož Zbrojovka v následujících letech střídavě postupovala do 1. ligy a sestupovala zpět, střetávala se s ní Líšeň i ve většině dalších sezón. Dne 18. března 2022 Líšeň historicky poprvé v ligovém zápase A-tým Zbrojovky porazila, když na jejím hřišti zvítězila 3:1.
V sezóně 2023/24 se oba brněnské týmy opět sešly, a přestože Líšeň na podzim městskému rivalovi podlehla jasně 3:0, v jarní části se Líšeň v tabulce dokonce občas dostávala na vyšší příčku, což z ní činilo momentálně nejúspěšnější fotbalový klub v Brně. Nakonec skončila Líšeň na 10. místě a Zbrojovka se stejným počtem bodů devátá, o pořadí rozhodly vzájemné zápasy. Přestože se pro SK Líšeň jedná o zatím nejhorší druholigové umístění, FNL byla v sezóně 2023/24 velmi vyrovnaná a jen bod dělil klub od místa šestého.
V ročníku 2024/25 došlo poprvé k situaci, že Líšeň byla po většinu doby úspěšnějším týmem než Zbrojovka, které na jaře hrozil pád do MSFL. Do domácího jarního derby tak Líšeň poprvé vstupovala jako favorit, ale prohra 1:4 předznamenala následující vývoj, kdy Zbrojovka pod novým vedením zaznamenala šňůru vítězství a podařilo se jí stagnující Líšeň (mezitím přejmenovanou na SK Artis) ve výsledné tabulce o skóre předstihnout.

#### Napadení na hřišti
Dne 22. srpna 2021 při vyhroceném domácím derby se Zbrojovkou vnikli kolem 80. minuty na hřiště dva její fanoušci. Poté, co jeden z nich povalil člena pořadatelské služby a začal do něj kopat, líšeňský hráč Jan Silný přímo na hřišti agresora zneškodnil, za což byl vyloučen pro hrubé nesportovní chování. Líšeň pak v nastaveném čase dostala gól na výsledných 1:2. Trenér Valachovič bezprostředně po zápase odsoudil Silného za nezodpovědné chování, ovšem po posouzení celé situace na videu uznal, že se Silný ničeho špatného nedopustil. Líšeň naopak podala protest proti hráčovu vyloučení. Disciplinární komise nakonec rozhodla, že Silný nijak dále potrestán nebude, ale udělila pokutu 150 tisíc korun líšeňskému klubu za nezvládnutou pořadatelskou službu a 70 tisíc Zbrojovce za to, že výtržnost způsobili její fanoušci.

### Nový majitel, krátké angažmá Pavla Vrby a výměna vedení
Významné organizační změny přišly v roce 2024, kdy klub také oslavil stoleté výročí. V listopadu se po dohodě s předsedou Hladišem stal novým vlastníkem akciové společnosti SK Líšeň 2019 podnikatel a miliardář Igor Fait. S ním jako nový generální ředitel přišel Libor Kleibl, někdejší ředitel Slovanu Liberec. Fait (který měl předtím zájem i o Zbrojovku) se netají svými ambicemi na první ligu a za tím účelem se mu podařilo angažovat Pavla Vrbu, někdejšího reprezentačního trenéra a několikanásobného trenérského mistra ligy (s Viktorií Plzeň), který v prosinci 2024 nastoupil jako hlavní trenér, zatímco Milan Valachovič se přesunul na pozici manažera A-týmu. Dalším Faitovým plánem je zřízení fotbalové akademie, ve spolupráci s FC Svratka Brno.
Pod Vrbovým vedením a s několika novými posilami Líšeň v lednu 2025 sehrála několik přípravných zápasů, ani jednou však nevyhrála. Dne 4. února klub oznámil, že se s Pavlem Vrbou dohodli na jeho odchodu. Důvod nebyl sdělen, spekuluje se o zdravotních problémech. Na post hlavního trenéra se vrátil Milan Valachovič, jako asistent mu k Petru Maléřovi přibyl Vladimír Michal, dosavadní trenér B-týmu (s Valachovičem byli v minulosti společně i ve vedení klubu MSK Břeclav). 
Jaro 2025 začala Líšeň nevyrovnanými výkony, kdy dokázala vítězit proti silným týmům i prohrávat s outsidery, přičemž se pohybovala v horní polovině tabulky. Po výrazné prohře v derby s trápící se Zbrojovkou Brno byl trenér Valachovič 22. dubna odvolán. Následujícího dne byl po několika měsících jmenován nový sportovní ředitel, dosavadní skaut Vlastimil Chytrý. Ten jako nového hlavního trenéra přivedl svého bratra Jiřího, který se ujal funkce 29. dubna. Ve funkci asistenta zůstal Petr Maléř, kterého nově doplnil Ivan Kopecký.

### Radikální změny roku 2025 – nový název a hřiště
Nové ambiciózní vedení řešilo několik zásadních problémů. Případný postup Líšně do první ligy byl komplikován nevyhovujícím domácím stadionem, který od sezóny 2024/25 nesplňoval už ani zpřísněná kritéria pro 2. ligu (chybějící osvětlení a vyhřívání trávníku). Proto se objevily úvahy o přesunu domácích zápasů na lépe vybavený městský stadion na Srbské (kde už je hrála konkurenční Zbrojovka), což se nicméně u příznivců klubu nesetkalo s nadšením. Případné první lize už ovšem nevyhovuje ani toto hřiště, což má být řešeno výstavbou zcela nového městského fotbalového stadionu.
Přes zmíněné rozpaky fanoušků ohlásilo vedení klubu dne 20. května 2025 nejen přesun A-týmu na Srbskou, ale navíc i radikální rebranding včetně úplného přejmenování klubu na SK Artis Brno. Po více než 100 letech existence tak z názvu zmizelo sepětí s domovskou Líšní, což mezi příznivci vyvolalo vlnu nesouhlasu a rozhořčení. Vedení si ale za rozhodnutím stojí a pokládá ho za nutný krok pro plánovaný celoregionální záběr a postup do nejvyšší ligy.
Aby mohly stadion na Srbské rovnocenně využívat SK Artis i FC Zbrojovka, v červenci byl areál převeden pod neutrální správou městské společnosti „Starez – Sport“, s tím že se zde budou hrát jen mistrovské zápasy obou týmů. Diviznímu B-týmu a mládeži Artisu zůstalo domácí hřiště nadále v Líšni.
Během letní přestávky došlo opět k podstatným změnám v kádru, včetně nákupu řady zahraničních hráčů, viz srovnání soupisek níže.

### Historické názvy[34]
- 1924 – SK ČSS Líšeň (Sportovní klub Československý socialista Líšeň)
- 1936 – SK Líšeň (Sportovní klub Líšeň)
- 1948 – ZK Zbrojovka Líšeň (Závodní klub Zbrojovka Líšeň)
- 1949 – JTO Sokol Líšeň (Jednotná tělovýchovná organisace Sokol Líšeň)
- 1951 – ZSJ ZPS Líšeň (Závodní sokolská jednota Závody přesného strojírenství Líšeň)
- 1953 – DSO Spartak ZPS Líšeň (Dobrovolná sportovní organisace Spartak Závody přesného strojírenství Líšeň)
- 1957 – TJ Spartak Líšeň (Tělovýchovná jednota Spartak Líšeň)
- 1990 – SK Líšeň, z.s. (Sportovní klub Líšeň)
- 2020 – SK Líšeň 2019, a.s. (právní forma A-mužstva)
- 2025 – SK Artis Brno (Sportovní klub Artis Brno)

## Soupiska A-mužstva

### Poslední soupiska SK Líšeň
| #  | Pozice | Hráč           |
| -- | ------ | -------------- |
| 2  | Ú      | Jan Silný      |
| 3  | O      | Matej Čurma    |
| 4  | O      | Erik Otrísal   |
| 5  | O      | Michal Jeřábek |
| 7  | Z      | Václav Dudl    |
| 8  | Z      | Pavel Sokol    |
| 9  | Z      | Denis Dziuba   |
| 10 | Z      | Martin Rolinek |
| 11 | Ú      | Armin Hodžić   |
| 12 | Ú      | Roman Potočný  |
| 13 | Z      | Ibrahim Aldin  |
| 14 | O      | Marek Mach     |
| 15 | Z      | Antonio Mionić |

| #  | Pozice | Hráč              |
| -- | ------ | ----------------- |
| 16 | Z      | Marek Polášek     |
| 17 | Ú      | Artem Besedin     |
| 18 | Z      | Ondřej Hapal      |
| 20 | Z      | Jan Sedlák        |
| 22 | Z      | David Kratochvíla |
| 23 | O      | Milan Lutonský    |
| 24 | O      | Luděk Pernica     |
| 26 | Z      | Martin Pospíšil   |
| 27 | Z      | Jakub Přichystal  |
| 32 | Z      | Jaroslav Málek    |
| 43 | B      | Tomáš Vajner      |
| 99 | B      | Filip Ulrich      |

### SK Artis Brno na startu sezóny 2025/26
| #  | Pozice | Hráč                     |
| -- | ------ | ------------------------ |
| 1  | B      | Tomáš Holý               |
| 3  | O      | Khalid Al-Braiki         |
| 4  | O      | Erik Otrísal             |
| 5  | O      | Michal Jeřábek           |
| 6  | Ú      | Quadri Adediran          |
| 7  | Ú      | Abdulrahman Al-Mushaifri |
| 8  | Z      | Pavel Sokol              |
| 9  | Z      | Denis Dziuba             |
| 10 | Z      | Daniel Samek             |
| 11 | Z      | Issa Fomba               |
| 12 | O      | Hamidou Kante            |
| 14 | O      | Marek Mach               |
| 15 | O      | Jan Štěrba               |

| #  | Pozice | Hráč                |
| -- | ------ | ------------------- |
| 17 | Ú      | Artem Besedin       |
| 18 | Z      | Ondřej Hapal        |
| 19 | Ú      | Lukáš Raab          |
| 20 | Z      | Jan Sedlák          |
| 23 | O      | Milan Lutonský      |
| 24 | O      | Ondřej Čoudek       |
| 26 | Z      | Martin Pospíšil     |
| 29 | B      | Richard Kašík       |
| 37 | Ú      | Martin Tauš         |
| 43 | B      | Tomáš Vajner        |
| 77 | Ú      | Vukadin Vukadinović |
| 99 | B      | Jiří Novotný        |

## Umístění v jednotlivých sezonách

#### Stručný přehled
Zdroj: 
- 1938–1940: I. A třída BZMŽF
- 1940–1941: I. B třída BZMŽF – I. okrsek
- 1941–1944: I. A třída BZMŽF
- 1945–1946: I. B třída BZMŽF – I. okrsek
- 1946–1947: I. A třída BZMŽF – II. okrsek
- 1947–1948: I. A třída BZMŽF – I. okrsek
- 1948: Moravskoslezská divize – sk. Jih
- 1949–1950: I. třída Brněnského kraje
- 1951: Brněnský městský přebor
- 1952: Krajský přebor – Brno
- 1953: Krajská soutěž – Brno
- 1954: Krajský přebor – Brno
- 1955–1960: I. A třída Brněnského kraje
- 1960–1965: Jihomoravský krajský přebor
- 1965–1968: Jihomoravský oblastní přebor
- 1968–1969: I. A třída Jihomoravské oblasti – sk. A
- 1969–1971: Jihomoravský župní přebor
- 1971–1972: I. A třída Jihomoravské župy – sk. A
- 1972–1977: I. A třída Jihomoravského kraje – sk. A
- 1984–1985: Jihomoravská krajská soutěž I. třídy – sk. C
- 1991–1997: I. B třída Jihomoravské župy – sk. C
- 1997–1999: I. B třída Jihomoravské župy – sk. D
- 1999–2000: I. B třída Jihomoravské župy – sk. B
- 2000–2001: I. B třída Jihomoravské župy – sk. D
- 2001–2002: I. B třída Jihomoravské župy – sk. B
- 2002–2003: I. A třída Jihomoravského kraje – sk. B
- 2003–2005: Přebor Jihomoravského kraje
- 2005–2009: Divize D
- 2009–2012: Moravskoslezská fotbalová liga
- 2012–2014: Divize D
- 2014–2019: Moravskoslezská fotbalová liga
- 2019– : Fotbalová národní liga

#### Jednotlivé ročníky
Zdroj: 
Legenda: Z – zápasy, V – výhry, R – remízy, P – porážky, VG – vstřelené góly, OG – obdržené góly, +/− – rozdíl skóre, B – body, červené podbarvení – sestup, zelené podbarvení – postup, fialové podbarvení – reorganizace, změna skupiny či soutěže
| Československo (1938 – 1939)             |                                                             |                                                             |                                                             |                                                             |                                                             |                                                             |                                                             |                                                             |                                                             |                                                             |                                                             |
| Sezóna                                   | Liga                                                        | Úroveň                                                      | Z                                                           | V                                                           | R                                                           | P                                                           | VG                                                          | OG                                                          | +/−                                                         | B                                                           | Pozice                                                      |
| 1938/39                                  | I. A třída BZMŽF                                            | 3                                                           | 26                                                          | ...                                                         | ...                                                         | ...                                                         | ...                                                         | ...                                                         | ...                                                         |                                                             | 12.                                                         |
| Protektorát Čechy a Morava (1940 – 1945) |                                                             |                                                             |                                                             |                                                             |                                                             |                                                             |                                                             |                                                             |                                                             |                                                             |                                                             |
| Sezóny                                   | Liga                                                        | Úroveň                                                      | Z                                                           | V                                                           | R                                                           | P                                                           | VG                                                          | OG                                                          | +/−                                                         | B                                                           | Pozice                                                      |
| 1939/40                                  | I. A třída BZMŽF                                            | 3                                                           | 28                                                          | 9                                                           | 3                                                           | 16                                                          | 47                                                          | 90                                                          | −43                                                         | 21                                                          | 13.                                                         |
| 1940/41                                  | I. B třída BZMŽF – I. okrsek                                | 4                                                           | 24                                                          | 21                                                          | 1                                                           | 2                                                           | 89                                                          | 30                                                          | +59                                                         | 43                                                          | 1.                                                          |
| 1941/42                                  | I. A třída BZMŽF                                            | 3                                                           | 23                                                          | 13                                                          | 2                                                           | 8                                                           | 67                                                          | 60                                                          | +7                                                          | 28                                                          | 4.                                                          |
| ...                                      |                                                             |                                                             |                                                             |                                                             |                                                             |                                                             |                                                             |                                                             |                                                             |                                                             |                                                             |
| 1943/44                                  | I. A třída BZMŽF                                            | 3                                                           | 26                                                          | 10                                                          | 4                                                           | 12                                                          | 89                                                          | 77                                                          | +12                                                         | 24                                                          | 11.                                                         |
| 1944/45                                  | Končila druhá světová válka, pravidelné soutěže se nehrály. | Končila druhá světová válka, pravidelné soutěže se nehrály. | Končila druhá světová válka, pravidelné soutěže se nehrály. | Končila druhá světová válka, pravidelné soutěže se nehrály. | Končila druhá světová válka, pravidelné soutěže se nehrály. | Končila druhá světová válka, pravidelné soutěže se nehrály. | Končila druhá světová válka, pravidelné soutěže se nehrály. | Končila druhá světová válka, pravidelné soutěže se nehrály. | Končila druhá světová válka, pravidelné soutěže se nehrály. | Končila druhá světová válka, pravidelné soutěže se nehrály. | Končila druhá světová válka, pravidelné soutěže se nehrály. |
| Československo (1945 – 1993)             |                                                             |                                                             |                                                             |                                                             |                                                             |                                                             |                                                             |                                                             |                                                             |                                                             |                                                             |
| Sezóna                                   | Liga                                                        | Úroveň                                                      | Z                                                           | V                                                           | R                                                           | P                                                           | VG                                                          | OG                                                          | +/−                                                         | B                                                           | Pozice                                                      |
| 1945/46                                  | I. B třída BZMŽF – I. okrsek                                | 4                                                           | 28                                                          | 23                                                          | 2                                                           | 3                                                           | 149                                                         | 44                                                          | +105                                                        | 48                                                          | 1.                                                          |
| 1946/47                                  | I. A třída BZMŽF – II. okrsek                               | 3                                                           | 20                                                          | 10                                                          | 1                                                           | 9                                                           | 67                                                          | 64                                                          | +3                                                          | 21                                                          | 4.                                                          |
| 1947/48                                  | I. A třída BZMŽF – I. okrsek                                | 3                                                           | 18                                                          | 9                                                           | 3                                                           | 6                                                           | 51                                                          | 50                                                          | +1                                                          | 21                                                          | 5.                                                          |
| 1948                                     | Moravskoslezská divize – sk. Jih                            | 3                                                           | 11                                                          | 5                                                           | 1                                                           | 5                                                           | 33                                                          | 30                                                          | +3                                                          | 11                                                          | 5.                                                          |
| 1949                                     | I. třída Brněnského kraje                                   | 3                                                           | 26                                                          | 12                                                          | 4                                                           | 10                                                          | 61                                                          | 56                                                          | +5                                                          | 28                                                          | 6.                                                          |
| 1950                                     | I. třída Brněnského kraje                                   | 4                                                           | 26                                                          | 7                                                           | 9                                                           | 10                                                          | 52                                                          | 60                                                          | −8                                                          | 23                                                          | 10.                                                         |
| 1951                                     | Brněnský městský přebor                                     | 3                                                           | 22                                                          | ...                                                         | ...                                                         | ...                                                         | ...                                                         | ...                                                         | ...                                                         |                                                             | 1.                                                          |
| 1952                                     | Krajský přebor – Brno                                       | 2                                                           | 22                                                          | 8                                                           | 3                                                           | 11                                                          | 58                                                          | 51                                                          | +7                                                          | 19                                                          | 7.                                                          |
| 1953                                     | Krajská soutěž – Brno, sk. II                               | 4                                                           | 22                                                          | 16                                                          | 2                                                           | 4                                                           | 78                                                          | 28                                                          | +50                                                         | 34                                                          | 1.                                                          |
| 1954                                     | Krajský přebor – Brno                                       | 3                                                           | 22                                                          | 10                                                          | 2                                                           | 10                                                          | 48                                                          | 68                                                          | −20                                                         | 22                                                          | 8.                                                          |
| 1955                                     | I. A třída Brněnského kraje                                 | 4                                                           | 22                                                          | 8                                                           | 5                                                           | 9                                                           | 42                                                          | 41                                                          | +1                                                          | 21                                                          | 7.                                                          |
| 1956                                     | I. A třída Brněnského kraje                                 | 4                                                           | 22                                                          | 6                                                           | 5                                                           | 11                                                          | 31                                                          | 39                                                          | −8                                                          | 17                                                          | 11.                                                         |
| 1957/58                                  | I. A třída Brněnského kraje                                 | 4                                                           | 39                                                          | 17                                                          | 8                                                           | 14                                                          | 81                                                          | 81                                                          | 0                                                           | 42                                                          | 6.                                                          |
| 1958/59                                  | I. A třída Brněnského kraje                                 | 4                                                           | 22                                                          | 11                                                          | 1                                                           | 10                                                          | 40                                                          | 38                                                          | +2                                                          | 23                                                          | 5.                                                          |
| 1959/60                                  | I. A třída Brněnského kraje                                 | 4                                                           | 22                                                          | 12                                                          | 6                                                           | 4                                                           | 47                                                          | 30                                                          | +17                                                         | 30                                                          | 2.                                                          |
| 1960/61                                  | Jihomoravský krajský přebor                                 | 3                                                           | 26                                                          | 11                                                          | 7                                                           | 8                                                           | 47                                                          | 31                                                          | +16                                                         | 29                                                          | 6.                                                          |
| 1961/62                                  | Jihomoravský krajský přebor                                 | 3                                                           | 26                                                          | 15                                                          | 3                                                           | 8                                                           | 51                                                          | 28                                                          | +23                                                         | 33                                                          | 3.                                                          |
| 1962/63                                  | Jihomoravský krajský přebor                                 | 3                                                           | 26                                                          | 15                                                          | 4                                                           | 7                                                           | 55                                                          | 35                                                          | +20                                                         | 34                                                          | 2.                                                          |
| 1963/64                                  | Jihomoravský krajský přebor                                 | 3                                                           | 26                                                          | 17                                                          | 4                                                           | 5                                                           | 49                                                          | 24                                                          | +25                                                         | 38                                                          | 2.                                                          |
| 1964/65                                  | Jihomoravský krajský přebor                                 | 3                                                           | 26                                                          | 7                                                           | 7                                                           | 12                                                          | 28                                                          | 40                                                          | −12                                                         | 21                                                          | 11.                                                         |
| 1965/66                                  | Jihomoravský oblastní přebor                                | 4                                                           | 26                                                          | 13                                                          | 7                                                           | 6                                                           | 46                                                          | 27                                                          | +19                                                         | 33                                                          | 3.                                                          |
| 1966/67                                  | Jihomoravský oblastní přebor                                | 4                                                           | 26                                                          | 8                                                           | 9                                                           | 9                                                           | 37                                                          | 42                                                          | −5                                                          | 25                                                          | 10.                                                         |
| 1967/68                                  | Jihomoravský oblastní přebor                                | 4                                                           | 26                                                          | 7                                                           | 6                                                           | 13                                                          | 38                                                          | 56                                                          | −18                                                         | 20                                                          | 13.                                                         |
| 1968/69                                  | I. A třída Jihomoravské oblasti – sk. A                     | 5                                                           | 26                                                          | 13                                                          | 7                                                           | 6                                                           | 40                                                          | 35                                                          | +5                                                          | 33                                                          | 5.                                                          |
| 1969/70                                  | Jihomoravský župní přebor                                   | 5                                                           | 26                                                          | 8                                                           | 6                                                           | 12                                                          | 36                                                          | 51                                                          | −15                                                         | 25                                                          | 12.                                                         |
| 1970/71                                  | Jihomoravský župní přebor                                   | 5                                                           | 26                                                          | 6                                                           | 4                                                           | 16                                                          | 36                                                          | 60                                                          | −24                                                         | 16                                                          | 13.                                                         |
| 1971/72                                  | I. A třída Jihomoravské župy – sk. A                        | 6                                                           | 26                                                          | 10                                                          | 8                                                           | 8                                                           | 38                                                          | 36                                                          | +2                                                          | 28                                                          | 8.                                                          |
| 1972/73                                  | I. A třída Jihomoravského kraje – sk. A                     | 6                                                           | 26                                                          | 11                                                          | 7                                                           | 8                                                           | 42                                                          | 41                                                          | +1                                                          | 29                                                          | 4.                                                          |
| 1973/74                                  | I. A třída Jihomoravského kraje – sk. A                     | 6                                                           | 26                                                          | 12                                                          | 5                                                           | 9                                                           | 42                                                          | 34                                                          | +8                                                          | 29                                                          | 3.                                                          |
| 1974/75                                  | I. A třída Jihomoravského kraje – sk. A                     | 6                                                           | 26                                                          | 9                                                           | 7                                                           | 10                                                          | 44                                                          | 54                                                          | −10                                                         | 25                                                          | 8.                                                          |
| 1975/76                                  | I. A třída Jihomoravského kraje – sk. A                     | 6                                                           | 26                                                          | 9                                                           | 4                                                           | 13                                                          | 44                                                          | 54                                                          | −10                                                         | 22                                                          | 11.                                                         |
| 1976/77                                  | I. A třída Jihomoravského kraje – sk. A                     | 6                                                           | 26                                                          | 1                                                           | 6                                                           | 19                                                          | 21                                                          | 77                                                          | −56                                                         | 8                                                           | 14.                                                         |
| ...                                      |                                                             |                                                             |                                                             |                                                             |                                                             |                                                             |                                                             |                                                             |                                                             |                                                             |                                                             |
| 1984/85                                  | Jihomoravská krajská soutěž I. třídy – sk. C                | 6                                                           | 30                                                          | 8                                                           | 9                                                           | 13                                                          | 34                                                          | 44                                                          | −10                                                         | 25                                                          | 11.                                                         |
| ...                                      |                                                             |                                                             |                                                             |                                                             |                                                             |                                                             |                                                             |                                                             |                                                             |                                                             |                                                             |
| 1991/92                                  | I. B třída Jihomoravské župy – sk. C                        | 7                                                           | 26                                                          | 7                                                           | 9                                                           | 10                                                          | 33                                                          | 43                                                          | −10                                                         | 23                                                          | 11.                                                         |
| 1992/93                                  | I. B třída Jihomoravské župy – sk. C                        | 7                                                           | 26                                                          | 9                                                           | 7                                                           | 10                                                          | 31                                                          | 37                                                          | −6                                                          | 25                                                          | 4.                                                          |
| Česko (1993 – )                          |                                                             |                                                             |                                                             |                                                             |                                                             |                                                             |                                                             |                                                             |                                                             |                                                             |                                                             |
| Sezóna                                   | Liga                                                        | Úroveň                                                      | Z                                                           | V                                                           | R                                                           | P                                                           | VG                                                          | OG                                                          | +/−                                                         | B                                                           | Pozice                                                      |
| 1993/94                                  | I. B třída Jihomoravské župy – sk. C                        | 7                                                           | 26                                                          | 12                                                          | 1                                                           | 13                                                          | 34                                                          | 31                                                          | +3                                                          | 25                                                          | 8.                                                          |
| 1994/95                                  | I. B třída Jihomoravské župy – sk. C                        | 7                                                           | 26                                                          | 9                                                           | 7                                                           | 10                                                          | 42                                                          | 44                                                          | −2                                                          | 34                                                          | 7.                                                          |
| 1995/96                                  | I. B třída Jihomoravské župy – sk. C                        | 7                                                           | 26                                                          | 13                                                          | 1                                                           | 12                                                          | 53                                                          | 45                                                          | +8                                                          | 40                                                          | 4.                                                          |
| 1996/97                                  | I. B třída Jihomoravské župy – sk. C                        | 7                                                           | 26                                                          | 9                                                           | 8                                                           | 9                                                           | 45                                                          | 47                                                          | −2                                                          | 35                                                          | 9.                                                          |
| 1997/98                                  | I. B třída Jihomoravské župy – sk. D                        | 7                                                           | 25                                                          | 12                                                          | 8                                                           | 5                                                           | 41                                                          | 32                                                          | +9                                                          | 44                                                          | 2.                                                          |
| 1998/99                                  | I. B třída Jihomoravské župy – sk. D                        | 7                                                           | 26                                                          | 9                                                           | 3                                                           | 14                                                          | 48                                                          | 45                                                          | +3                                                          | 30                                                          | 10.                                                         |
| 1999/00                                  | I. B třída Jihomoravské župy – sk. B                        | 7                                                           | 26                                                          | 11                                                          | 1                                                           | 14                                                          | 37                                                          | 47                                                          | −8                                                          | 34                                                          | 10.                                                         |
| 2000/01                                  | I. B třída Jihomoravské župy – sk. D                        | 7                                                           | 26                                                          | 10                                                          | 5                                                           | 11                                                          | 38                                                          | 37                                                          | +1                                                          | 35                                                          | 7.                                                          |
| 2001/02                                  | I. B třída Jihomoravské župy – sk. B                        | 7                                                           | 26                                                          | 17                                                          | 6                                                           | 3                                                           | 62                                                          | 32                                                          | +14                                                         | 57                                                          | 1.                                                          |
| 2002/03                                  | I. A třída Jihomoravského kraje – sk. B                     | 6                                                           | 26                                                          | 17                                                          | 8                                                           | 1                                                           | 76                                                          | 20                                                          | +56                                                         | 59                                                          | 1.                                                          |
| 2003/04                                  | Přebor Jihomoravského kraje                                 | 5                                                           | 30                                                          | 10                                                          | 4                                                           | 16                                                          | 39                                                          | 53                                                          | −14                                                         | 34                                                          | 14.                                                         |
| 2004/05                                  | Přebor Jihomoravského kraje                                 | 5                                                           | 30                                                          | 19                                                          | 7                                                           | 4                                                           | 59                                                          | 31                                                          | +28                                                         | 64                                                          | 1.                                                          |
| 2005/06                                  | Divize D                                                    | 4                                                           | 30                                                          | 12                                                          | 6                                                           | 12                                                          | 51                                                          | 48                                                          | +3                                                          | 42                                                          | 9.                                                          |
| 2006/07                                  | Divize D                                                    | 4                                                           | 30                                                          | 17                                                          | 7                                                           | 6                                                           | 56                                                          | 27                                                          | +29                                                         | 58                                                          | 2.                                                          |
| 2007/08                                  | Divize D                                                    | 4                                                           | 30                                                          | 14                                                          | 7                                                           | 9                                                           | 53                                                          | 35                                                          | +18                                                         | 49                                                          | 4.                                                          |
| 2008/09                                  | Divize D                                                    | 4                                                           | 30                                                          | 21                                                          | 5                                                           | 4                                                           | 63                                                          | 24                                                          | +39                                                         | 68                                                          | 2.                                                          |
| 2009/10                                  | Moravskoslezská fotbalová liga                              | 3                                                           | 28                                                          | 8                                                           | 8                                                           | 12                                                          | 25                                                          | 37                                                          | −12                                                         | 32                                                          | 12.                                                         |
| 2010/11                                  | Moravskoslezská fotbalová liga                              | 3                                                           | 28                                                          | 8                                                           | 6                                                           | 16                                                          | 29                                                          | 42                                                          | −13                                                         | 30                                                          | 14.                                                         |
| 2011/12                                  | Moravskoslezská fotbalová liga                              | 3                                                           | 30                                                          | 5                                                           | 6                                                           | 19                                                          | 34                                                          | 64                                                          | −30                                                         | 21                                                          | 16.                                                         |
| 2012/13                                  | Divize D                                                    | 4                                                           | 28                                                          | 16                                                          | 8                                                           | 4                                                           | 56                                                          | 30                                                          | +26                                                         | 56                                                          | 2.                                                          |
| 2013/14                                  | Divize D                                                    | 4                                                           | 30                                                          | 14                                                          | 7                                                           | 9                                                           | 59                                                          | 32                                                          | +27                                                         | 49                                                          | 4.                                                          |
| 2014/15                                  | Moravskoslezská fotbalová liga                              | 3                                                           | 30                                                          | 10                                                          | 9                                                           | 11                                                          | 52                                                          | 53                                                          | −1                                                          | 39                                                          | 10.                                                         |
| 2015/16                                  | Moravskoslezská fotbalová liga                              | 3                                                           | 30                                                          | 9                                                           | 5                                                           | 16                                                          | 32                                                          | 52                                                          | −20                                                         | 32                                                          | 13.                                                         |
| 2016/17                                  | Moravskoslezská fotbalová liga                              | 3                                                           | 30                                                          | 10                                                          | 5                                                           | 15                                                          | 43                                                          | 52                                                          | −9                                                          | 35                                                          | 12.                                                         |
| 2017/18                                  | Moravskoslezská fotbalová liga                              | 3                                                           | 30                                                          | 16                                                          | 6                                                           | 8                                                           | 63                                                          | 44                                                          | +19                                                         | 54                                                          | 3.                                                          |
| 2018/19                                  | Moravskoslezská fotbalová liga                              | 3                                                           | 30                                                          | 18                                                          | 7                                                           | 5                                                           | 67                                                          | 33                                                          | +34                                                         | 61                                                          | 1.                                                          |
| 2019/20                                  | Fotbalová národní liga                                      | 2                                                           | 30                                                          | 8                                                           | 12                                                          | 10                                                          | 49                                                          | 47                                                          | +2                                                          | 36                                                          | 9.                                                          |
| 2020/21                                  | Fotbalová národní liga                                      | 2                                                           | 26                                                          | 13                                                          | 11                                                          | 2                                                           | 43                                                          | 24                                                          | +19                                                         | 50                                                          | 2.                                                          |
| 2021/22                                  | Fotbalová národní liga                                      | 2                                                           | 30                                                          | 14                                                          | 8                                                           | 8                                                           | 45                                                          | 33                                                          | +12                                                         | 50                                                          | 4.                                                          |
| 2022/23                                  | Fotbalová národní liga                                      | 2                                                           | 30                                                          | 13                                                          | 7                                                           | 10                                                          | 38                                                          | 27                                                          | +11                                                         | 46                                                          | 5.                                                          |
| 2023/24                                  | Fotbalová národní liga                                      | 2                                                           | 30                                                          | 9                                                           | 12                                                          | 9                                                           | 34                                                          | 34                                                          | 0                                                           | 39                                                          | 10.                                                         |
| 2024/25                                  | Chance Národní liga                                         | 2                                                           | 30                                                          | 9                                                           | 12                                                          | 9                                                           | 31                                                          | 35                                                          | -4                                                          | 39                                                          | 8.                                                          |

Poznámky:
- 1939/40: Líšni zbývaly k odehrání dva zápasy (s Adamovem a Moravií Hodonín).[42]
- 1941/42: Soutěž byla ukončena v neděli 2. srpna 1942.[44] Poslední zápas ročníku, po němž měla všechna mužstva shodný počet 23 odehraných utkání, se hrál v neděli 16. srpna 1942.[73]
- 1969/70: V této sezoně byl zkoušen (a po sezoně zrušen) tento systém bodování – za vítězství rozdílem dvou a více branek se vítězi udělovaly 3 body, za vítězství o jednu branku 2 body, za bezbrankovou remízu nezískal bod ani jeden ze soupeřů, při jakékoli jiné remíze si soupeři rozdělili po bodu.
- 2008/09: Líšeň postoupila místo Šardic.
- 2013/14: Podrobnosti mimořádného postupu Líšně jsou uvedeny zde.
- 2019/20 a 2020/21: Tyto dvě sezony byly ukončeny předčasně z důvodu pandemie covidu-19 v Česku.

## SK Líšeň „B“
SK Líšeň „B“, přezdívaný „Benfika“, je rezervním týmem Líšně, který od sezony 2019/20 nastupoval v Přeboru Jihomoravského kraje (5. nejvyšší soutěž). Roku 2023 tuto soutěž přesvědčivě vyhrál a postoupil do divize. Také zde se v první sezóně dostal na přední místa tabulky a zakončil na třetím místě.

### Umístění v jednotlivých sezonách
Stručný přehled
Zdroj: 
- 1992–1997: Brněnská městská soutěž
- 1997–1999: Brněnský městský přebor
- 1999–2003: Brněnská městská soutěž
- 2003–2006: Brněnský městský přebor
- 2006–2007: I. B třída Jihomoravského kraje – sk. A
- 2007–2008: I. B třída Jihomoravského kraje – sk. B
- 2008–2010: I. B třída Jihomoravského kraje – sk. A
- 2010–2019: I. A třída Jihomoravského kraje – sk. A
- 2019–2023: Přebor Jihomoravského kraje
- 2023– : Divize D

Jednotlivé ročníky
Zdroj: 
Legenda: Z – zápasy, V – výhry, R – remízy, P – porážky, VG – vstřelené góly, OG – obdržené góly, +/− – rozdíl skóre, B – body, červené podbarvení – sestup, zelené podbarvení – postup, fialové podbarvení – reorganizace, změna skupiny či soutěže
| Československo (1992 – 1993) |                                         |        |    |     |     |     |     |     |     |    |        |
| Sezóny                       | Liga                                    | Úroveň | Z  | V   | R   | P   | VG  | OG  | +/− | B  | Pozice |
| 1992/93                      | Brněnská městská soutěž                 | 9      | 26 | 15  | 6   | 5   | 64  | 25  | +39 | 36 | 3.     |
| Česko (1993 – )              |                                         |        |    |     |     |     |     |     |     |    |        |
| Sezóny                       | Liga                                    | Úroveň | Z  | V   | R   | P   | VG  | OG  | +/− | B  | Pozice |
| 1993/94                      | Brněnská městská soutěž                 | 9      | 26 | 11  | 3   | 12  | 46  | 55  | −9  | 25 | 6.     |
| 1994/95                      | Brněnská městská soutěž                 | 9      | 26 | ... | ... | ... | ... | ... | ... |    |        |
| 1995/96                      | Brněnská městská soutěž                 | 9      | 26 | ... | ... | ... | ... | ... | ... |    |        |
| 1996/97                      | Brněnská městská soutěž                 | 9      | 26 | 17  | 4   | 5   | 71  | 33  | +38 | 55 | 2.     |
| 1997/98                      | Brněnský městský přebor                 | 8      | 30 | ... | ... | ... | ... | ... | ... |    |        |
| 1998/99                      | Brněnský městský přebor                 | 8      | 30 | 4   | 4   | 22  | 35  | 83  | −48 | 16 | 16.    |
| 1999/00                      | Brněnská městská soutěž                 | 9      | 22 | ... | ... | ... | ... | ... | ... |    |        |
| 2000/01                      | Brněnská městská soutěž                 | 9      | 22 | ... | ... | ... | ... | ... | ... |    |        |
| 2001/02                      | Brněnská městská soutěž                 | 9      | 22 | 9   | 6   | 7   | 53  | 38  | +15 | 33 | 4.     |
| 2002/03                      | Brněnská městská soutěž                 | 9      | 22 | 18  | 2   | 2   | 69  | 25  | +44 | 56 | 2.     |
| 2003/04                      | Brněnský městský přebor                 | 8      | 26 | 7   | 6   | 13  | 44  | 52  | −8  | 27 | 11.    |
| 2004/05                      | Brněnský městský přebor                 | 8      | 26 | 11  | 4   | 11  | 77  | 44  | +33 | 37 | 7.     |
| 2005/06                      | Brněnský městský přebor                 | 8      | 26 | 23  | 1   | 2   | 104 | 25  | +79 | 70 | 1.     |
| 2006/07                      | I. B třída Jihomoravského kraje – sk. A | 7      | 26 | 14  | 3   | 9   | 40  | 37  | +3  | 45 | 4.     |
| 2007/08                      | I. B třída Jihomoravského kraje – sk. B | 7      | 26 | 13  | 2   | 11  | 49  | 48  | +1  | 41 | 4.     |
| 2008/09                      | I. B třída Jihomoravského kraje – sk. A | 7      | 26 | 11  | 8   | 7   | 50  | 39  | +11 | 41 | 6.     |
| 2009/10                      | I. B třída Jihomoravského kraje – sk. A | 7      | 26 | 16  | 6   | 4   | 59  | 25  | +34 | 54 | 2.     |
| 2010/11                      | I. A třída Jihomoravského kraje – sk. A | 6      | 26 | 8   | 9   | 9   | 40  | 38  | +2  | 33 | 9.     |
| 2011/12                      | I. A třída Jihomoravského kraje – sk. A | 6      | 26 | 13  | 4   | 9   | 52  | 44  | +8  | 43 | 4.     |
| 2012/13                      | I. A třída Jihomoravského kraje – sk. A | 6      | 26 | 9   | 4   | 13  | 43  | 56  | −13 | 31 | 8.     |
| 2013/14                      | I. A třída Jihomoravského kraje – sk. A | 6      | 26 | 9   | 5   | 12  | 44  | 43  | +1  | 32 | 9.     |
| 2014/15                      | I. A třída Jihomoravského kraje – sk. A | 6      | 26 | 13  | 10  | 3   | 58  | 26  | +32 | 49 | 2.     |
| 2015/16                      | I. A třída Jihomoravského kraje – sk. A | 6      | 26 | 14  | 6   | 6   | 67  | 41  | +26 | 48 | 3.     |
| 2016/17                      | I. A třída Jihomoravského kraje – sk. A | 6      | 26 | 18  | 3   | 5   | 81  | 30  | +51 | 57 | 2.     |
| 2017/18                      | I. A třída Jihomoravského kraje – sk. A | 6      | 26 | 11  | 8   | 7   | 56  | 29  | +27 | 41 | 5.     |
| 2018/19                      | I. A třída Jihomoravského kraje – sk. A | 6      | 26 | 22  | 1   | 3   | 70  | 21  | +49 | 67 | 1.     |
| 2019/20                      | Přebor Jihomoravského kraje             | 5      | 15 | 10  | 1   | 4   | 39  | 22  | +17 | 31 | 4.     |
| 2020/21                      | Přebor Jihomoravského kraje             | 5      | 10 | 4   | 3   | 3   | 16  | 11  | +5  | 15 | 8.     |
| 2021/22                      | Přebor Jihomoravského kraje             | 5      | 30 | 16  | 5   | 9   | 59  | 38  | +21 | 53 | 5.     |
| 2022/23                      | Přebor Jihomoravského kraje             | 5      | 30 | 20  | 6   | 4   | 82  | 30  | +52 | 66 | 1.     |
| 2023/24                      | Divize D                                | 4      | 30 | 17  | 3   | 10  | 59  | 37  | +22 | 54 | 3.     |
| 2024/25                      | Divize D                                | 4      | 30 | 11  | 8   | 11  | 48  | 44  | +4  | 41 | 8.     |

Poznámky:
- 2002/03: Postoupilo taktéž vítězné mužstvo TJ Tatran Starý Lískovec.
- 2009/10: Postoupilo taktéž vítězné mužstvo TJ Dražovice.
- 2019/20 a 2020/21: Tyto dvě sezony byly ukončeny předčasně z důvodu pandemie covidu-19 v Česku.

## SK Líšeň „C“
SK Líšeň „C“ je druhým rezervním týmem Líšně, který byl založen roku 2007. V sezoně 2015/16 se účastnil I. B třídy Jihomoravského kraje – sk. A (7. nejvyšší soutěž), jinak se pohybuje v soutěžích brněnského MěFS.

### Umístění v jednotlivých sezonách
Stručný přehled
Zdroj: 
- 2007–2008: Brněnská základní třída
- 2008–2009: Brněnská městská soutěž
- 2009–2015: Brněnský městský přebor
- 2015–2016: I. B třída Jihomoravského kraje – sk. A
- 2016– : Brněnský městský přebor

Jednotlivé ročníky
Zdroj: 
Legenda: Z – zápasy, V – výhry, R – remízy, P – porážky, VG – vstřelené góly, OG – obdržené góly, +/− – rozdíl skóre, B – body, červené podbarvení – sestup, zelené podbarvení – postup, fialové podbarvení – reorganizace, změna skupiny či soutěže
| Česko (2007 – ) |                                         |        |    |    |   |    |     |    |     |    |        |
| Sezóny          | Liga                                    | Úroveň | Z  | V  | R | P  | VG  | OG | +/− | B  | Pozice |
| 2007/08         | Brněnská základní třída                 | 10     | 20 | 15 | 3 | 2  | 84  | 34 | +50 | 48 | 2.     |
| 2008/09         | Brněnská městská soutěž                 | 9      | 24 | 13 | 5 | 6  | 61  | 36 | +25 | 44 | 3.     |
| 2009/10         | Brněnský městský přebor                 | 8      | 26 | 8  | 8 | 10 | 44  | 47 | −3  | 32 | 8.     |
| 2010/11         | Brněnský městský přebor                 | 8      | 26 | 6  | 6 | 14 | 41  | 64 | −23 | 24 | 13.    |
| 2011/12         | Brněnský městský přebor                 | 8      | 26 | 9  | 4 | 13 | 48  | 55 | −7  | 31 | 9.     |
| 2012/13         | Brněnský městský přebor                 | 8      | 26 | 9  | 3 | 14 | 39  | 57 | −18 | 30 | 13.    |
| 2013/14         | Brněnský městský přebor                 | 8      | 26 | 9  | 6 | 11 | 58  | 64 | −6  | 33 | 8.     |
| 2014/15         | Brněnský městský přebor                 | 8      | 26 | 17 | 4 | 5  | 78  | 40 | +38 | 55 | 2.     |
| 2015/16         | I. B třída Jihomoravského kraje – sk. A | 7      | 26 | 7  | 4 | 15 | 39  | 57 | −18 | 25 | 13.    |
| 2016/17         | Brněnský městský přebor                 | 8      | 26 | 15 | 2 | 9  | 77  | 40 | +37 | 47 | 3.     |
| 2017/18         | Brněnský městský přebor                 | 8      | 26 | 9  | 9 | 8  | 45  | 54 | −9  | 36 | 8.     |
| 2018/19         | Brněnský městský přebor                 | 8      | 26 | 14 | 4 | 8  | 73  | 54 | +19 | 46 | 4.     |
| 2019/20         | Brněnský městský přebor                 | 8      | 12 | 8  | 3 | 1  | 57  | 8  | +49 | 27 | 2.     |
| 2020/21         | Brněnský městský přebor                 | 8      | 10 | 8  | 1 | 1  | 37  | 11 | +26 | 25 | 2.     |
| 2021/22         | Brněnský městský přebor                 | 8      | 26 | 18 | 6 | 2  | 108 | 31 | +77 | 60 | 2.     |
| 2022/23         | Brněnský městský přebor                 | 8      | 26 | 12 | 8 | 6  | 71  | 31 | +40 | 44 | 5.     |

Poznámky:
- 2007/08: Postoupilo taktéž vítězné mužstvo TJ Start Brno.
- 2008/09: Mužstva SK Řečkovice „B“ (vítěz) a SK Žebětín „B“ (2. místo) nemohla postoupit, neboť v Městském přeboru v ročníku 2009/10 startovala jejich A-mužstva.
- 2014/15: Po sezoně se z I. B třídy Jihomoravského kraje – sk. A odhlásilo „B“ mužstvo Bohunic a jeho místo zaujalo od sezony 2015/16 „C“ mužstvo Líšně.[80] Vítězné mužstvo Lokomotiva Brno Horní Heršpice postoupilo do I. B třídy Jihomoravského kraje – sk. B a stejně jako C-mužstvo Líšně v následující sezóně sestoupilo zpět do městského přeboru.
- 2019/20 a 2020/21: Tyto dvě sezony byly ukončeny předčasně z důvodu pandemie covidu-19 v Česku.